# Luigi Montali
Luigi Montali (* 24. November 1921 in Tricesimo, Provinz Udine; † 27. März 2009) war ein italienischer Politiker.
Montali war beruflich im Versicherungswesen tätig. Von 1952 bis 1983 vertrat er den neofaschistischen Movimento Sociale Italiano (MSI) im Meraner Gemeinderat. Von 1983 bis 1993 hatte er ein Mandat im Südtiroler Landtag und damit gleichzeitig im Regionalrat Trentino-Südtirol inne. Von 1988 (Regionalrat) bzw. 1989 (Landtag) bis 1993 fungierte er dabei als Fraktionssprecher seiner Partei.